# شوقنا (ألبوم)
شوقنا هو الالبوم السادس للفنان المصري عمرو دياب، تم إصداره عام 1989.

## قائمة الأغاني
| الرقم | اسم الاغنية     | المدة | الشاعر      | الملحن          | الموزع       |
| ----- | --------------- | ----- | ----------- | --------------- | ------------ |
| 1     | انتي اللي عارفة | 04:11 | مجدي النجار | حجاج عبد الرحمن | حميد الشاعري |
| 2     | شوقنا           | 04:03 | رضا أمين    | خليل مصطفى      | حميد الشاعري |
| 3     | وإيه يعني       | 05:10 | مدحت العدل  | عمرو دياب       | حميد الشاعري |
| 4     | حبينا           | 05:31 | رفعت الصريف | وفا حسين        | حميد الشاعري |
| 5     | كده كده         | 04:52 | محمد فضل    | رياض الهمشري    | حميد الشاعري |
| 6     | ليه             | 05:13 | مجدي النجار | عمرو دياب       | فتحي سلامة   |
| 7     | ليلي            | 05:24 | مجدي النجار | عمرو دياب       | حميد الشاعري |
| 8     | قمر             | 04:31 | عادل عمر    | رياض الهمشري    | حميد الشاعري |

## الكليبات التي تم تصويرها من الألبوم
1 - ( انتي اللي عارفة )
2 - ( شوقنا )